# Marcela Holanová
Marcela Holanová (* 10. června 1951 Praha) je česká zpěvačka. Během studií na střední ekonomické škole studovala také soukromě zpěv. Začínala v polovině sedmdesátých let ve skupině Faraon, kde potkala svého pozdějšího manžela Karla Šípa. Od roku 1987 vystupovala se svou vlastní skupinou Reprobox. V roce 2010 vydala nové CD se skupinou Arytmie Band "Jestli je na nebi bůh aneb největší hity trochu jinak".

## Osobní život
Se svým bývalým manželem Karlem Šípem má syna Karla Šípa mladšího.

## Největší hity
- Ráno (Strano) – (Adelmo Musso / Karel Šíp)[1]
- Čau lásko (duet s Karlem Gottem) – (Karel Svoboda / Karel Šíp)[2][3]
- Náš song (duet s Karlem Gottem) – (Karel Svoboda / Karel Šíp)[4]

Já už nejsem tvá,
Všechno začíná tím že to chci já,
Song ptáků toulavých,
Žárlím,
Óda na lásku,
Já jsem tvá stálá,
To zvládnem,
Sláva jsou bály,
Už nejsi kluk,
Jestli je na nebi bůh,
To bejvá

## Diskografie
- 1985 Ráníčko (Strano)/Pláčem – Supraphon 1143 2985, SP
- 1986 Cesty lásek (Fotoromanza)/Já jsem tvá stálá – Supraphon 1143 3224, SP
- 1988 Óda na lásku – Supraphon, LP
- 1991 Sláva jsou bály LP, CD
- 1992 Zabiju tě... – Supraphon, CD
- 1995 To nejlepší z „best of“ – Popron Music 54 079-2, EAN 8 596985 407924, CD
- 1995 Zůstávám dál – Universal Music 538 866-2, EAN 7 3145388662 9, CD
- 2001 Marcela Holanová 2001 – Popron Music, CD
- 2004 Já kráčím dál – Supraphon SU 5583-2, EAN 0 99925 35892 1, CD
- 2010 Jestli je na nebi bůh aneb největší hity trochu jinak, CD